# Moses Soyer
Pour les articles homonymes, voir Soyer.
Moses Soyer, né le 25 décembre 1899 et mort le 3 septembre 1974, est un peintre social-réaliste américain.

## Biographie
Il naît sous le nom de Moses Schoar. Lui et son frère jumeau, Raphael, naissent à Borisoglebsk, Tambov, une province du sud de la Russie le 25 décembre 1899,. Leur père, Abraham Shauer, érudit, écrivain et professeur d'hébreu, élève ses six enfants dans un environnement intellectuel où l'accent est mis sur les études et les activités artistiques. Leur mère, Bella, est brodeuse. Leur cousin est le peintre et météorologue Joshua Zalman Holland. En raison des nombreuses difficultés rencontrées par la population juive à la fin de l'Empire russe, la famille Soyer est contrainte d'émigrer en 1912 aux États-Unis, où elle s'installe finalement dans le Bronx. Le nom de famille passe de Schoar à Soyer lors de l'immigration.
Moses Soyer épouse en 1922 Ida Chassne, une danseuse. Le couple a un fils, David Soyer. Les danseurs constituent un sujet récurrent dans ses peintures.
Moses Soyer étudie l'art à New York avec son frère jumeau Raphael, d'abord à la Cooper Union, puis à la National Academy of Design. Sans son frère, il fréquente l'Educational Alliance. Plus tard, il étudie à la Ferrer Art School, où il a pour professeurs les peintres de l'Ash Can School Robert Henri et George Bellows.
Il a sa première exposition personnelle en 1926 et commence à enseigner l'art l'année suivante à la Contemporary Art School et à la New School,
Il est un artiste de la Grande Dépression et, dans les années 1930, Moses et son frère Raphaël s'engagent dans le réalisme social, faisant preuve d'empathie pour les luttes de la classe ouvrière. En 1939, les jumeaux travaillent ensemble la fresque murale Works Project Administration, Federal Art Project (WPA-FAP) au bureau de poste de Kingsessing Station à Philadelphie,.
Moses Soyer écrit une colonne hebdomadaire pour un journal yiddish intitulée « Dans le monde de l'art ».

### Mort
Il meurt à l'hôtel Chelsea de New York le 3 septembre 1974, alors qu'il peint la danseuse et chorégraphe Phoebe Neville,. Il est inhumé au cimetière d'Acacia dans l'arrondissement de Queens, à New York.

## Héritage
Le Brooklyn Museum, le Detroit Institute of Arts, le Hirshhorn Museum and Sculpture Garden (Washington, DC), le Honolulu Museum of Art[réf. nécessaire], le Metropolitan Museum of Art, le Museum of Modern Art (New York City), le Philadelphia Museum of Art, La Phillips Collection (Washington, DC), le Walker Art Center (Minneapolis, Minnesota), le Whitney Museum of American Art (New York), le Amon Carter Museum of American Art (Fort Worth), le Smithsonian American Art Museum et Yale University Art Gallery figurent parmi les institutions qui possèdent des œuvres de Moses Soyer. Le tableau sans titre de la collection du Honolulu Museum of Art est un exemple de ses portraits intimes et psychologiquement pénétrants de personnes ordinaires, pour lesquels il est surtout connu[réf. nécessaire].